# SN 2007fq
SN 2007fq – supernowa odkryta 14 lipca 2007 roku w galaktyce M-04-48-19. W momencie odkrycia miała maksymalną jasność 17,30m.